# جوليا غروسو
جوليا غروسو هي لاعبة كرة قدم كندية، ولدت في 29 أغسطس 2000 في فانكوفر في كندا.

## وصلات خارجية
- جوليا غروسو على موقع الاتحاد الدولي (مؤرشف)  (الإنجليزية)
- جوليا غروسو على موقع إي إس بي إن إف سي (الإنجليزية)
- جوليا غروسو على موقع قاعدة بيانات كرة القدم.إي يو (الإنجليزية)
- جوليا غروسو على موقع ليكيب (الفرنسية)
- جوليا غروسو على موقع Soccerway.com (الإنجليزية)
- جوليا غروسو على موقع اللجنة الأولمبية الدولية (الإنجليزية)
- جوليا غروسو على موقع أوليمبيديا (الإنجليزية)
- جوليا غروسو على موقع اللجنة الأولمبية الكندية (الإنجليزية)